# 安曲镇
安曲乡，是中华人民共和国四川省阿坝藏族羌族自治州红原县下辖的一个乡镇级行政单位。

## 行政区划
安曲乡下辖以下地区：
安曲一村、安曲二村和安曲三村。